# Кос, Винко
Винко Кос (хорв. Vinko Kos; 10 июля 1914, Вучетинец — май 1945) — хорватский писатель

 и поэт.

## Биография
После окончания францисканской гимназии в Вараждине Кос поступил на философский факультет Загребского университета, на котором помимо основной программы стал также изучать хорватский и немецкий языки. После учёбы он стал известен в качестве поэта мистического жанра, за счёт публикации сборников стихов «Vodopad» (1939) и «Kipar» (1941). Также Винко Кос был известен как детский писатель, создававший произведения под псевдонимом «Čika Nika». Пропал без вести в мае 1945 года во время Блайбургской капитуляции.